# N&W-Klasse Y6
| N&W-Klassen Y6, Y6a und Y6b                   | N&W-Klassen Y6, Y6a und Y6b                               | N&W-Klassen Y6, Y6a und Y6b                               | N&W-Klassen Y6, Y6a und Y6b |
| --------------------------------------------- | --------------------------------------------------------- | --------------------------------------------------------- | --------------------------- |
| Erhaltene Y6a 2156 in Roanoke (Dezember 2016) |                                                           |                                                           |                             |
| Nummerierung:                                 | Y6: 2120–2154 Y6a: 2155–2170                              | Y6b: 2171–2200                                            |                             |
| Anzahl:                                       | Y6: 35 Y6a: 16                                            | Y6b: 30                                                   |                             |
| Hersteller:                                   | N&W Roanoke Shops                                         | N&W Roanoke Shops                                         | N&W Roanoke Shops           |
| Baujahre:                                     | Y6: 1936–1940 Y6a: 1942                                   | Y6b: 1948–1952                                            |                             |
| Ausmusterung:                                 | 1959–1960                                                 | 1959–1960                                                 |                             |
| Bauart:                                       | (1’D)D1’ h4v                                              | (1’D)D1’ h4v                                              |                             |
| Spurweite:                                    | 1435 mm (Normalspur)                                      | 1435 mm (Normalspur)                                      |                             |
| Länge über Kupplung:                          | 35 014 mm                                                 | 35 014 mm                                                 |                             |
| Länge:                                        | 20 390 mm                                                 | 20 390 mm                                                 |                             |
| Höhe:                                         | 4877 mm                                                   | 4877 mm                                                   |                             |
| Breite:                                       | 3397 mm                                                   | 3397 mm                                                   |                             |
| Drehgestellachsstand:                         | 7696 mm                                                   | 7696 mm                                                   |                             |
| Kuppelachsradstand:                           | einzelnes Triebwerk: 4801 mm gesamt: 12 903 mm            | einzelnes Triebwerk: 4801 mm gesamt: 12 903 mm            |                             |
| Gesamtradstand:                               | 17 678 mm                                                 | 17 678 mm                                                 |                             |
| Radstand mit Tender:                          | 31 604 mm                                                 | 31 604 mm                                                 |                             |
| Dienstmasse:                                  | 264,40 t                                                  | 265,59 t 277,38 t*                                        |                             |
| Dienstmasse mit Tender:                       | 432,50 t 436,13 t*                                        | 437,32 t 449,11 t*                                        |                             |
| Reibungsmasse:                                | 237,16 t                                                  | 248,80 t*                                                 |                             |
| Höchstgeschwindigkeit:                        | 80 km/h                                                   | 80 km/h                                                   |                             |
| Indizierte Leistung:                          | 3281 kW                                                   | 4101 kW*                                                  |                             |
| Anfahrzugkraft:                               | Verbund: 564 kN / 738 kN* einfach: 677 kN / 756 kN*       | Verbund: 564 kN / 738 kN* einfach: 677 kN / 756 kN*       |                             |
| Leistungskennziffer:                          | 12,41 kW/t                                                | 14,79 kW/t*                                               |                             |
| Kuppelraddurchmesser:                         | 1448 mm 1473 mm*                                          | 1473 mm                                                   |                             |
| Laufraddurchmesser:                           | 508 mm                                                    | 762 mm                                                    |                             |
| Steuerungsart:                                | Baker                                                     | Baker                                                     |                             |
| Zylinderanzahl:                               | 2 Hochdruckzylinder (hinten) 2 Niederdruckzylinder (vorn) | 2 Hochdruckzylinder (hinten) 2 Niederdruckzylinder (vorn) |                             |
| HD-Zylinderdurchmesser:                       | 635 mm                                                    | 635 mm                                                    |                             |
| ND-Zylinderdurchmesser:                       | 991 mm                                                    | 991 mm                                                    |                             |
| Kolbenhub:                                    | 813 mm                                                    | 813 mm                                                    |                             |
| Kesselüberdruck:                              | 2068 kPa                                                  | 2068 kPa 2172 kPa*                                        |                             |
| Anzahl der Heizrohre:                         | 223                                                       | 223                                                       |                             |
| Anzahl der Rauchrohre:                        | 60                                                        | 60                                                        |                             |
| Heizrohrlänge:                                | 7315 mm                                                   | 6111 mm                                                   |                             |
| Rostfläche:                                   | 9,87 m²                                                   | 9,87 m²                                                   |                             |
| Strahlungsheizfläche:                         | 39,95 m²                                                  | 51,56 m²                                                  |                             |
| Rohrheizfläche:                               | 484,68 m²                                                 | 405,06 m²                                                 |                             |
| Überhitzerfläche:                             | 164,90 m²                                                 | 137,31 m²                                                 |                             |
| Verdampfungsheizfläche:                       | 524,62 m²                                                 | 456,62 m²                                                 |                             |
| Tender:                                       | 3’3’                                                      | 3’3’                                                      |                             |
| Leermasse des Tenders:                        | 64,95 t                                                   | 64,95 t                                                   |                             |
| Dienstmasse des Tenders:                      | 168,10 t 171,73 t*                                        | 171,73 t                                                  |                             |
| Wasservorrat:                                 | 83,28 m³ + 78,74 m³ in einem Zusatztender                 | 83,28 m³ + 78,74 m³ in einem Zusatztender                 |                             |
| Brennstoffvorrat:                             | 23,59 t 27,22 t* Steinkohle                               | 27,22 t Steinkohle                                        |                             |
| Lokbremse:                                    | Druckluftbremse, Handbremse                               | Druckluftbremse, Handbremse                               |                             |
| Zugbremse:                                    | Druckluftbremse                                           | Druckluftbremse                                           |                             |
| Kupplungstyp:                                 | Janney                                                    | Janney                                                    |                             |
| * durch Umbau Quellen:                        |                                                           |                                                           |                             |

Die Klasse Y6 der Norfolk and Western Railway (N&W) war eine Baureihe vierzylindriger Schlepptender-Gelenkdampflokomotiven der Bauart Mallet mit der Achsfolge (1’D)D1’ (Chesapeake) für den schweren Güterzugdienst auf steigungsreichen Strecken, die zwischen 1936 und 1940 von den bahneigenen Roanoke Shops in 35 Exemplaren gebaut wurde. 1942 kamen 16 weitgehend baugleiche Lokomotiven der Klasse Y6a sowie zwischen 1948 und 1952 weitere 30 der konstruktiv überarbeiteten Klasse Y6b hinzu. Wie die technisch ähnlichen Fahrzeuge der Vorgängerklasse Y5 wurden die der Klassen Y6, Y6a und Y6b im Laufe ihrer Dienstzeit mehrfach modernisiert und blieben bis 1960 im Einsatz. Lediglich eine von 81 Maschinen, die Y6a 2156, ist bis heute im National Museum of Transportation in Kirkwood erhalten.

## Geschichte

### Entwicklung
Im schweren Güterzugdienst setzte die Norfolk and Western Railway (N&W) seit 1910 Mallet-Gelenklokomotiven mit der in den Vereinigten Staaten weit verbreiteten Achsfolge (1’D)D1’ ein. Zur Bewältigung der steigenden Zugmassen entwarf das Konstruktionsbüro der Bahngesellschaft in den 1930er Jahren, basierend auf der von ihm aus dem standardisierten Lokomotivtyp 2-8-8-2 der United States Railroad Administration (USRA) abgeleiteten Klasse Y5, ein neues Modell mit Stahlguss-Rahmen, angegossenen Zylinderblöcken, Rollenlagern, einer Zentralschmierung sowie einem überarbeiteten Kessel und Triebwerk.

### Produktion
35 Exemplare wurden von 1936 bis 1940 in den bahneigenen Roanoke Shops in Roanoke gebaut und als Klasse Y6 unter den Betriebsnummern 2120 bis 2154 in Dienst gestellt. Parallel zur Klasse Y6 beschaffte die N&W ab 1936 die für höhere Geschwindigkeiten bestimmten (1’C)C2’-Maschinen der Klasse A.
Da sich die technischen Neuerungen, insbesondere die neuartigen Rahmen, bewährten, wurden in den Jahren 1940 und 1941 10 Lokomotiven der Klassen Y4a und Y5 nach dem Vorbild der Y6 umgebaut. Außerdem folgte 1942 eine zweite Bauserie von 16 geringfügig modifizierten Fahrzeugen mit den Betriebsnummern 2155 bis 2170, die als Y6a klassifiziert wurden. Die konstruktiven Änderungen betrafen unter anderem den Speisewasservorwärmer und den Stoker. Einige Bauteile wurden aufgrund des Stahlmangels im Zweiten Weltkrieg aus alternativen Materialien gefertigt.
Mit der Einstellung der elektrischen Zugförderung auf der Strecke Bluefield–Vivian im Jahr 1950 stieg der Bedarf an leistungsfähigen Dampflokomotiven. Von 1948 bis 1952 entstanden deshalb in Roanoke weitere 30 Exemplare der Klasse Y6b mit den Betriebsnummern 2171 bis 2200 als Weiterentwicklung der Y6a, die bis April 1952 ausgeliefert wurden und damit zu den letzten gebauten (1’D)D1’-Lokomotiven gehörten.

### Einsatz
Die zuverlässigen Mallets arbeiteten im schweren Güterzugdienst auf Haupt-, Neben- und Anschlussbahnen, auf Rangierbahnhöfen sowie im Schiebedienst. Ihr Einsatzgebiet erstreckte sich von Cincinnati und Columbus über Portsmouth durch die flache bis hügelige Landschaft Ohios, über Williamson, Iaeger, Cedar Bluff und Bluefield durch die Berge West Virginia und Virginias nach Roanoke und von hier über Crewe bis nach Lambert’s Point in Norfolk an der Atlantikküste. Bei einer indizierten Leistung von 4101 kW konnte eine Y6b in der Ebene einen 12 250 t schweren Zug mit einer Geschwindigkeit von 40 km/h befördern. Auf den Strecken Iaeger–Portsmouth und Crewe–Lambert’s Point bespannten die Lokomotiven der Klassen Y6, Y6a und Y6b, teils ohne Vorspann- oder Schiebehilfe, mehr als 13 100 t schwere Kohlenzüge. Im Vorspannbetrieb wurden sie entweder mit einer Schwestermaschine oder einer der Klasse A kombiniert. Im Zuge planmäßiger Werkstattaufenthalte nahm man wiederholt Umbauten vor, um die Effizienz und Zuverlässigkeit stetig zu verbessern.
Als eine der letzten Eisenbahngesellschaften Nordamerikas setzte die N&W noch in den 1950er Jahren fast ausschließlich Dampflokomotiven ein. Um die möglichen Vorzüge einer Verdieselung zu überprüfen, führte sie ab Juli 1952 gemeinsam mit dem Diesellokomotivhersteller General Motors Electro-Motive Division (EMD) Testfahrten durch, auf denen die Leistungsfähigkeit und die Verbräuche ermittelt wurden. Die Dampflokomotive A 1239, welche die Strecke Williamson–Portsmouth befuhr, und die Y6b 2197, welche auf der steigungsreicheren Strecke Williamson–Bluefield verwendet wurde, traten hierbei gegen eine Vierfachtraktion dieselelektrischer Lokomotiven des Typs F7 an. Beide Dampflokomotiven wurden für die Versuche umgebaut und erhielten daher die inoffiziellen Klassenbezeichnungen A1 und Y6c. Die 2197 erreichte, unter anderem mit einem auf 2172 kPa angehobenen Kesselüberdruck und einer geänderten Dampfversorgung der Niederdruckzylinder, eine stattliche Anfahrzugkraft von 738 kN in Verbundwirkung und 756 kN mit einfacher Dampfdehnung, woraufhin zahlreiche Maschinen der Klassen Y5 bis Y6b umgerüstet wurden. Die EMD versuchte ihrerseits das Testergebnis zu beeinflussen, indem sie eine Leistungssteigerung der Dieselmotoren von 1119 kW auf 1268 kW vornahm. Trotzdem konnten die Diesellokomotiven die N&W nicht überzeugen, weshalb der Dampfbetrieb noch für einige Jahre aufrechterhalten wurde.

### Ausmusterung
Erst im Herbst 1955 begannen Diesellokomotiven der Modelle GP9 und RS-3 ältere Gelenklokomotiven auf diversen Nebenbahnen zu ersetzen, wobei die meisten neueren Mallets im Hauptbahneinsatz blieben. 1958 wurde Stuart Saunders zum Direktor der N&W berufen. In diesem Amt forcierte er die Ausmusterung der Dampflokomotiven ungeachtet ihres Alters und technischen Zustandes. Um einen Lokomotivmangel zu verhindern, wurden vorübergehend Diesellokomotiven der Pennsylvania Railroad (PRR), der Richmond, Fredericksburg and Potomac Railroad (RFP) sowie der Atlantic Coast Line Railroad (ACL) angemietet, bis genügend neue Fahrzeuge zur Verfügung standen. Selbst die modernen Gelenklokomotiven der Klassen Y6, Y6a und Y6b, die als Rangierlokomotiven auf Bergwerksgeländen verblieben waren, wurden ab 1959 ausgemustert. Mit der Y6b 2191 stellte die N&W Anfang Mai 1960 die letzte ihrer Mallets außer Dienst, 1961 waren die meisten Fahrzeuge bereits zerlegt.

### Verbleib
Am 11. Juli 1959 beförderte die Y6b 2174 einen Sonderzug von Bluefield über Iaeger nach Cedar Bluff und zurück. Anschließend wurde sie an die United Iron and Metal Company verkauft und zusammen mit der Y6 2143 sowie der Y6b 2189 auf deren Schrottplatz in Roanoke abgestellt. Die 2189 wurde 1971, die 2143 im Januar 1976 und die 2174 nach einem gescheiterten Versuch ortsansässiger Eisenbahnfreunde, sie zu erhalten, im Februar 1976 zerlegt.
Die einzige bis heute erhaltene Maschine ist die im März 1942 in Dienst gestellte Y6a 2156, die nach ihrer Ausmusterung im Juli 1959 dem National Museum of Transportation in Kirkwood geschenkt wurde und seitdem betriebsunfähig abgestellt ist. 1985 erhielt sie eine äußerliche Aufarbeitung und wurde vorübergehend vor der St. Louis Union Station aufgestellt. Zwischen Mai 2015 und Juni 2020 war sie als Leihgabe im Virginia Museum of Transportation in Roanoke untergebracht.

## Technik
Die Gelenklokomotiven der Bauart Mallet besitzen ein Triebgestell mit einem führenden Laufradsatz und vier Kuppelradsätzen, auf dem sich der vordere Teil des Kessels abstützt. Das hintere Laufwerk besteht aus vier im Hauptrahmen gelagerten Kuppelradsätzen und einem einachsigen Delta-Schleppgestell. Der Treibradsatz ist jeweils der dritte gekuppelte Radsatz. Der Kuppelraddurchmesser betrug ursprünglich 1448 mm, stieg aber mit der Verwendung stärkerer Radreifen auf 1473 mm.
Gegenüber der Klasse Y5 erhielt die Y6 neuartige gegossene Triebgestell- und Hauptrahmen mit angegossenen Zylinderblöcken, rollengelagerte Radsätze und Steuerungsstangen, Außenlager an den Laufradsätzen, eine Zentralschmierung, eine größere Verbrennungskammer und einen Heißdampfregler. Weitere Verbesserungen betrafen die Kolbenschieber, die Dampfleitungen, das Blasrohr und den Speisewasservorwärmer.
Über eine halbautomatisch arbeitende Anfahrvorrichtung, welche später durch eine manuell vom Lokomotivführer betätigte ersetzt wurde, kann Frischdampf in die Niederdruckzylinder geleitet und so die Zugkraft erhöht werden. Über ein erstmals bei der Y6b 2197, anschließend auch bei anderen Fahrzeugen nachgerüstetes, als booster valve bezeichnetes Ventil kann der überhitzte Frischdampf außerdem in das Verbindungsrohr zwischen Hoch- und Niederdruckzylindern eingeleitet werden, um den Abdampf der Hochdruckzylinder zu erwärmen. Die resultierende Zugkraftzunahme erforderte die Ballastierung des Triebgestells mit 11,79 t Blei zur Senkung der Schleuderneigung. Die Feuerbüchse wird von Wassertaschen und -rohren durchzogen, welche die Wasserzirkulation im Kessel verbessern und die Verdampfungsleistung steigern. Der größte Außendurchmesser des vierschüssigen Langkessels beträgt 2651 mm. Die Y6b hatte, verglichen mit der Y6a, eine kleinere Überhitzer-, jedoch eine größere Strahlungsheizfläche. Ein Stoker übernimmt die Rostbeschickung. Als Speisewasservorwärmer dient ein Worthington-Mischvorwärmer. Der Schlepptender ist ein sechsachsiger Drehgestelltender, dessen Wasservorrat durch einen sechsachsigen Zusatztender ergänzt werden kann.

## Lieferliste
| Klasse  | Fabriknummern | Betriebsnummern | Anzahl | Ablieferung |
| ------- | ------------- | --------------- | ------ | ----------- |
| Y6      | 268–272       | 2120–2124       | 5      | 1936–193x   |
| Y6      | 281–310       | 2125–2154       | 30     | 193x–1940   |
| Y6a     | 316–331       | 2155–2170       | 16     | 1942        |
| Y6b     | 363–379       | 2171–2187       | 17     | 1948–1949   |
| Y6b     | 391–397       | 2188–2194       | 7      | 1950–1951   |
| Y6b     | 414–419       | 2195–2200       | 6      | 1951–1952   |
| Quelle: |               |                 |        |             |

## Abbildungen

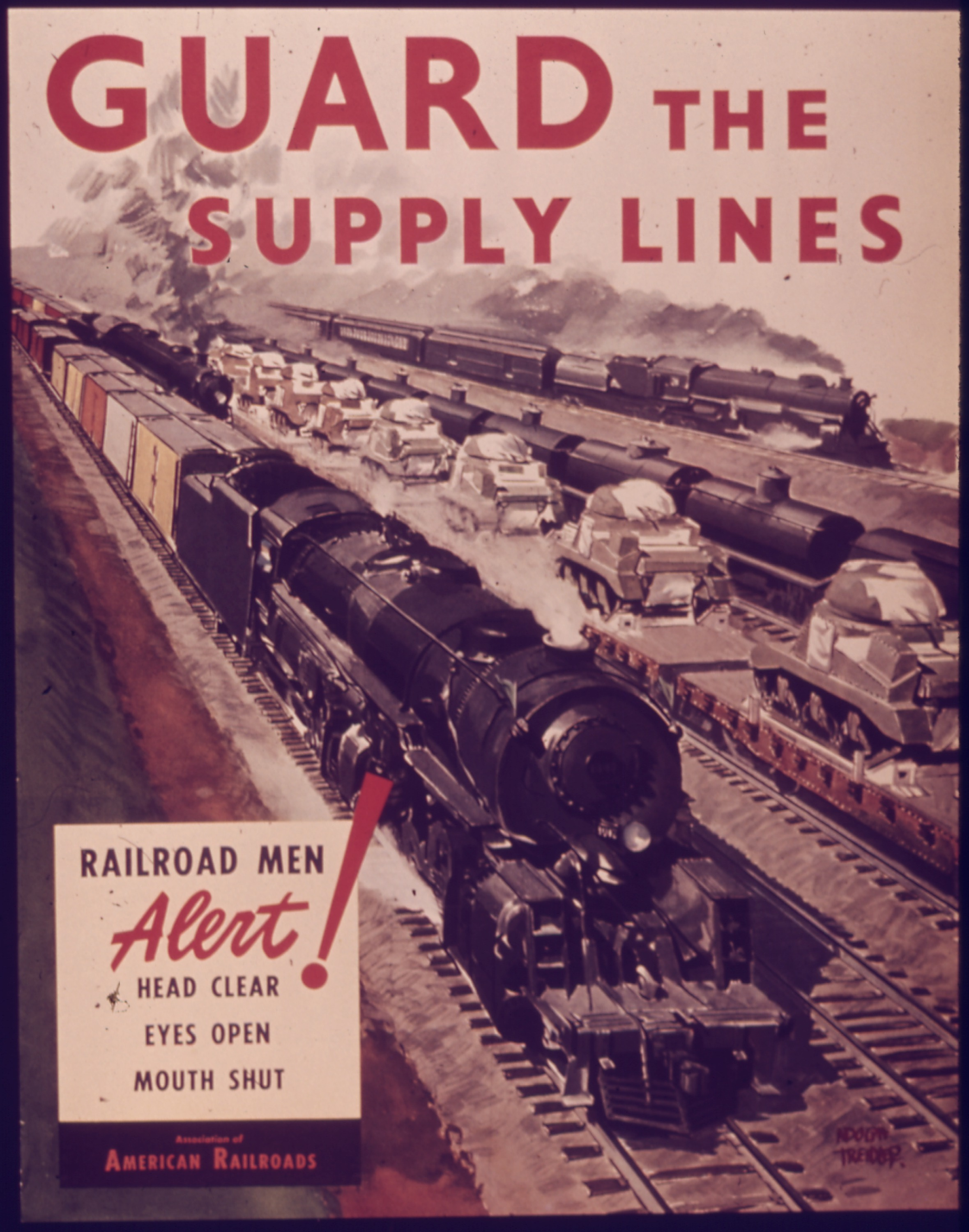
Werbeplakat aus den 1940er Jahren, im Vordergrund eine Y6
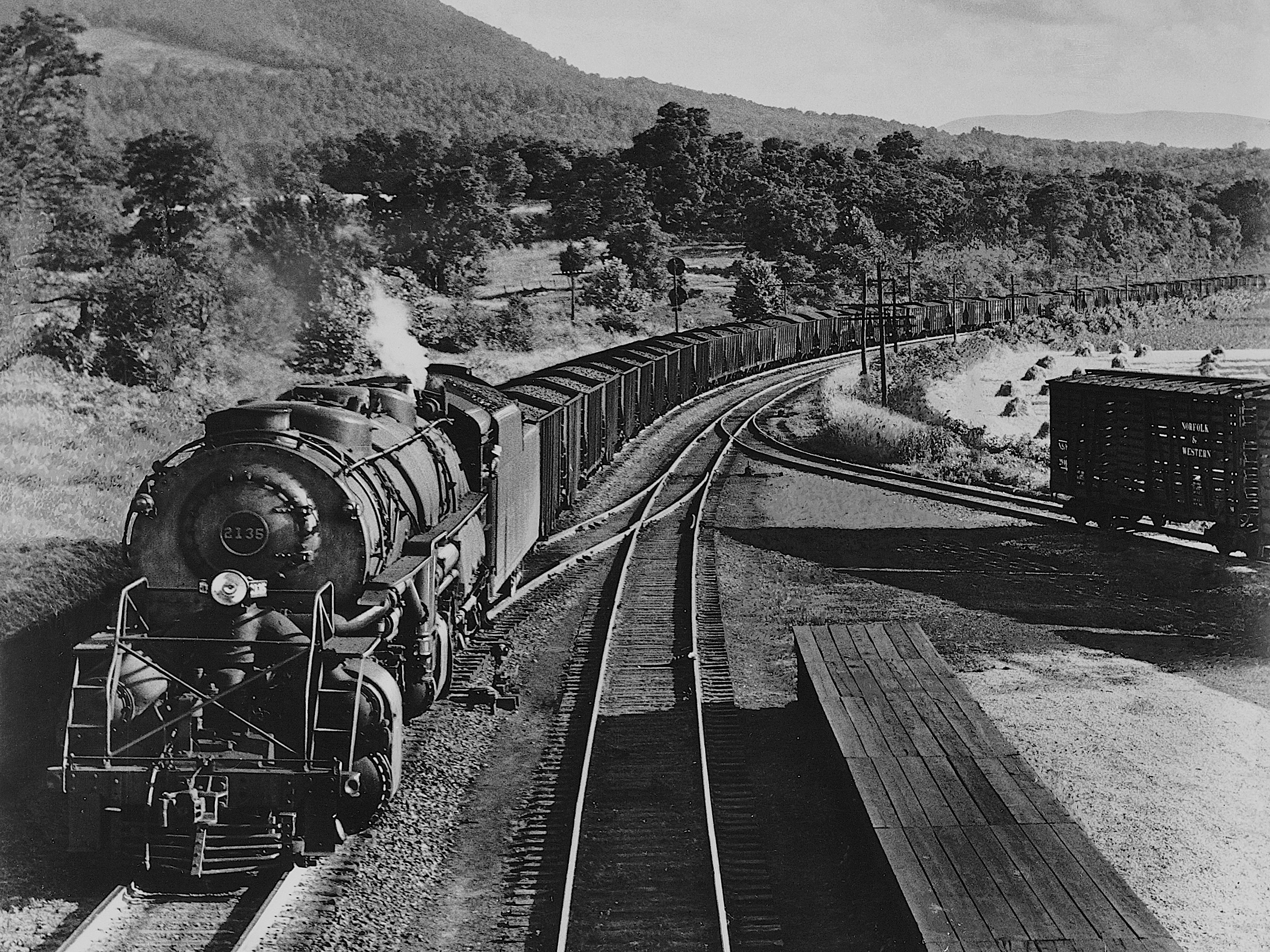
Y6 2135 mit Kohlenzug (um 1950)
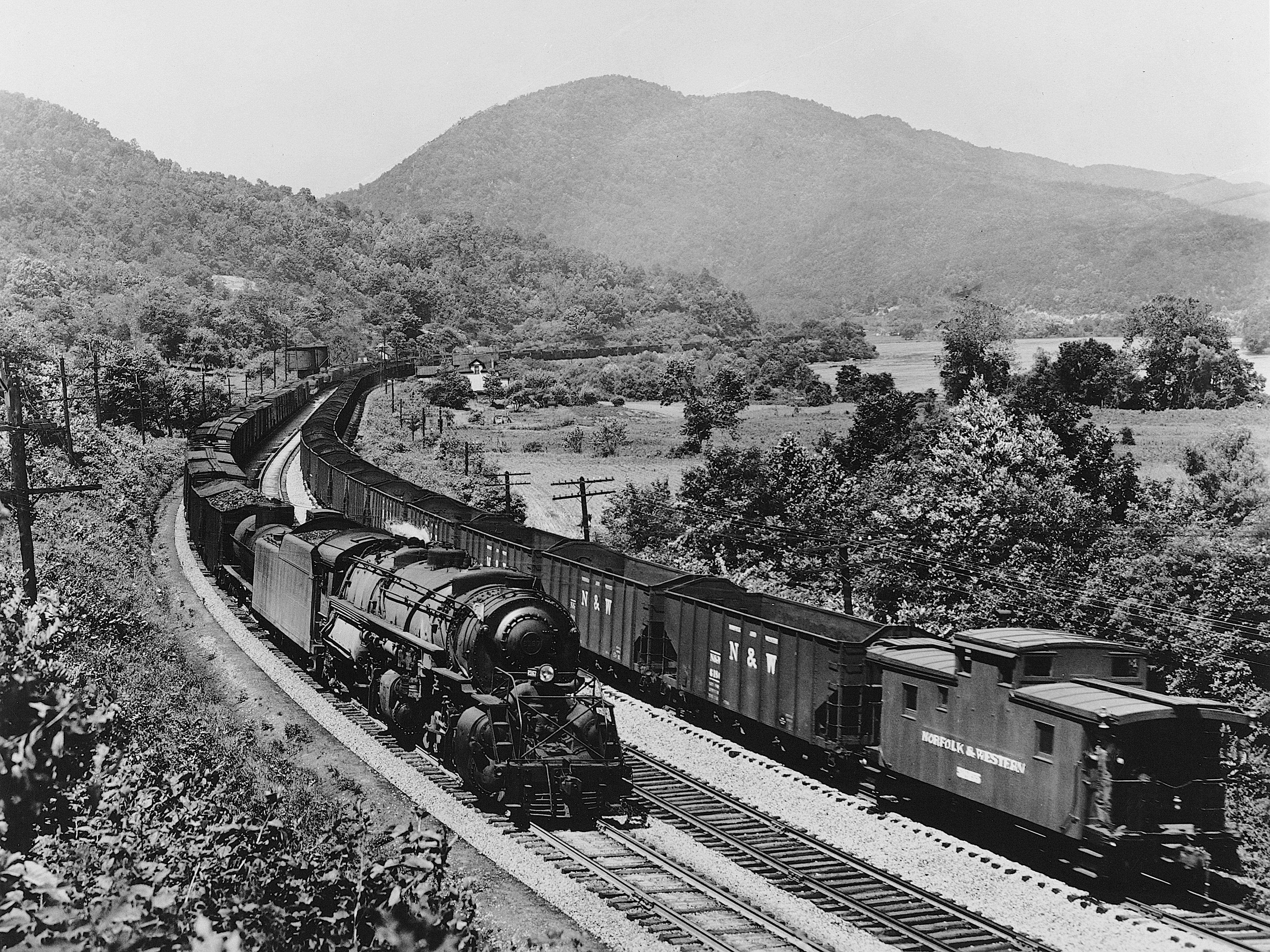
Y6a 2167 mit Güterzug (um 1950)
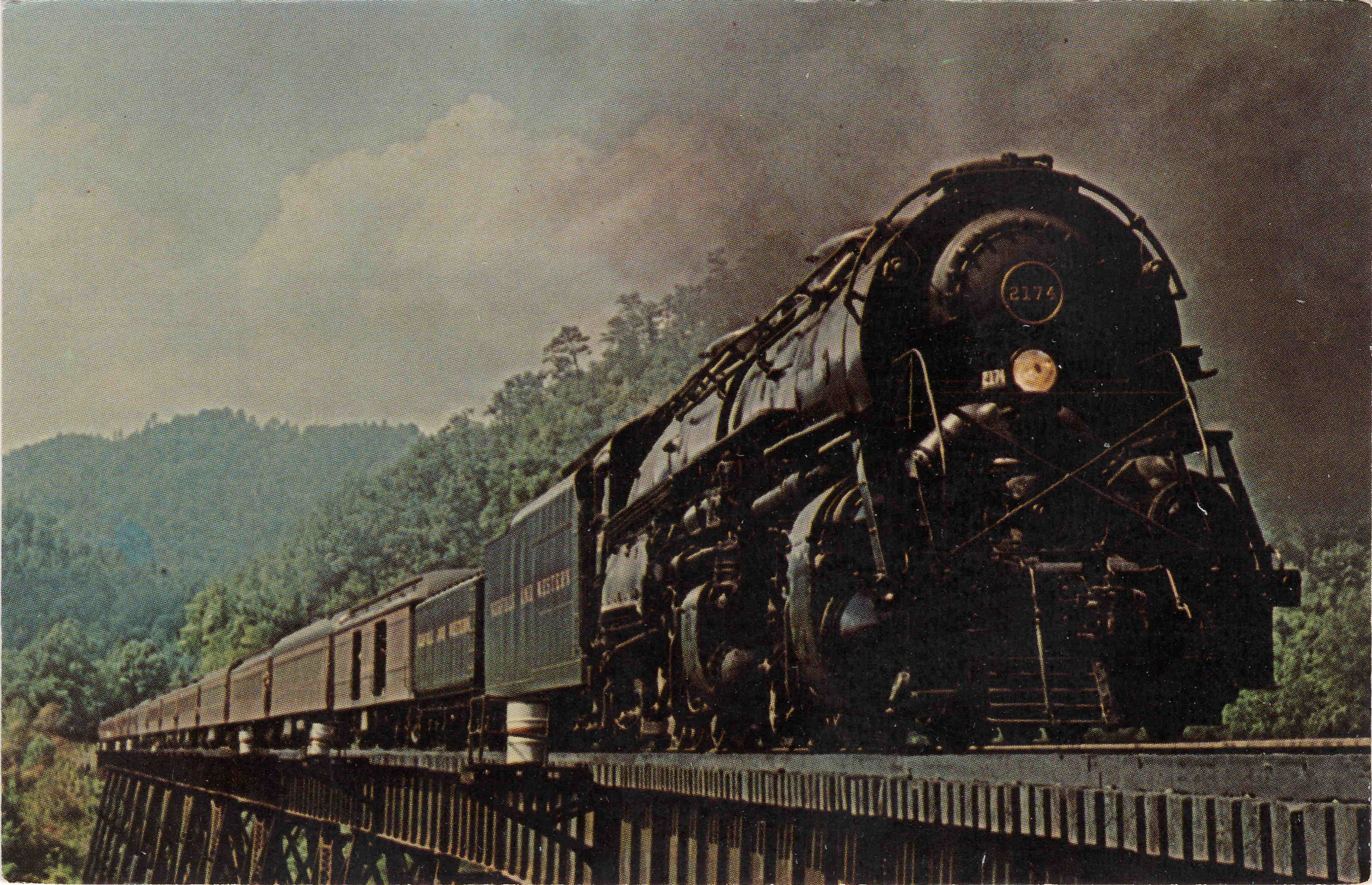
Y6b 2174 mit Sonderzug Bluefield–Cedar Bluff (Juli 1959)